# ФК Локомотива Београд
ФК Локомотива Београд је фудбалски клуб из Београда основан 1985. на иницијативу радника железнице, ентузијаста заљубљеника у фудбал. Од такмичарске сезоне 1986/87., Локомотива као фудбалски колектив успешно функционише 23 године са тенденцијом да у будућности оствари веће резултате. У Клубу тренира 200 дечака узраста од 8 до 18 година, распоређени у пет селекција, школа фудбала, петлићи, пионири, кадети и омладинци.
У сезони 2016/17, Локомотива је заузела 1. место у Београдској зони и тако обезбедила пласман у Српску лигу Београд, трећи ранг српског фудбала.

## Новији резултати
| Сезона   | Ранг | Лига                | Позиција | ИГ  | Д  | Н  | П  | ГД | ГП | ГР  | Бод | Куп                  |
| -------- | ---- | ------------------- | -------- | --- | -- | -- | -- | -- | -- | --- | --- | -------------------- |
| 2007/08. | 3    | Српска лига Београд | 14.      | 30  | 9  | 8  | 13 | 39 | 46 | -7  | 32  | Није се квалификовао |
| 2008/09. | 4    | Београдска зона     | 4.       | 34  | 17 | 6  | 11 | 54 | 43 | +11 | 57  | Није се квалификовао |
| 2009/10. | 4    | Београдска зона     | 6.       | 34  | 15 | 6  | 13 | 42 | 36 | +6  | 51  | Није се квалификовао |
| 2010/11. | 4    | Београдска зона     | 4.       | 34  | 19 | 6  | 9  | 57 | 29 | +28 | 63  | Није се квалификовао |
| 2011/12. | 4    | Београдска зона     | 4.       | 34  | 16 | 10 | 8  | 48 | 31 | +17 | 58  | Није се квалификовао |
| 2012/13. | 4    | Београдска зона     | 1.       | 32  | 21 | 4  | 7  | 54 | 17 | +37 | 67  | Није се квалификовао |
| 2013/14. | 3    | Српска лига Београд | 15.      | 30  | 8  | 9  | 13 | 29 | 41 | -12 | 33  | Није се квалификовао |
| 2014/15. | 4    | Београдска зона     | 7.       | 28  | 11 | 6  | 11 | 45 | 37 | +8  | 39  | Није се квалификовао |
| 2015/16. | 4    | Београдска зона     | 4.       | 28  | 16 | 4  | 8  | 55 | 22 | +33 | 52  | Није се квалификовао |
| 2016/17. | 4    | Београдска зона     | 1.       | 30  | 19 | 7  | 4  | 94 | 24 | +70 | 64  | Није се квалификовао |
| 2017/18. | 3    | Српска лига Београд | 4.       | 30  | 15 | 8  | 7  | 60 | 39 | +21 | 53  | Није се квалификовао |
| 2018/19. | 3    | Српска лига Београд | 13.      | 30  | 9  | 6  | 15 | 39 | 46 | -7  | 33  | Није се квалификовао |
| 2019/20. | 3    | Српска лига Београд | 12.      | 171 | 5  | 5  | 7  | 18 | 27 | -9  | 20  | Није се квалификовао |
| 2020/21. | 3    | Српска лига Београд | 17.      | 38  | 9  | 8  | 21 | 43 | 71 | -28 | 35  | Није се квалификовао |
| 2021/22. | 4    | Београдска зона     | —        | —   | —  | —  | —  | —  | —  | —   | —   | Није се квалификовао |

- 1  Сезона прекинута након 17 кола због пандемије ковида 19.